# Tan Miao
Tan Miao (Jinan, 6 januari 1987) is een Chinese zwemster die haar vaderland vertegenwoordigde op de Olympische Zomerspelen 2008 in Peking, China.

## Zwemcarrière
Tan debuteerde internationaal op de WK kortebaan 2006 in Shanghai, China met de zesde plaats op de 400 meter vrije slag en de achtste plaats op de 800 meter vrije slag. Op de WK zwemmen 2007 in Melbourne, Australië strandde de Chinese op al haar afstanden, 400, 800 en 1500 meter vrije slag, in de series. Tijdens de Olympische Zomerspelen van 2008 werd Tan uitgeschakeld in de series van de 400 meter vrije slag, daarnaast was ze lid van de Chinese ploeg die het zilver veroverde op de 4x200 meter vrije slag, Yang Yu, Zhu Qianwei en Pang Jiaying waren haar ploeggenotes.

## Internationale toernooien
| Jaar | Olympische Spelen                       | WK langebaan                                                | WK kortebaan                          | PanPacs       | Aziatische Spelen |
| ---- | --------------------------------------- | ----------------------------------------------------------- | ------------------------------------- | ------------- | ----------------- |
| 2006 |                                         |                                                             | 6e 400m vrije slag 8e 800m vrije slag | geen deelname | geen deelname     |
| 2007 |                                         | 13e 400m vrije slag 12e 800m vrije slag 9e 1500m vrije slag |                                       |               |                   |
| 2008 | 22e 400m vrije slag · 4x200m vrije slag |                                                             | geen deelname                         |               |                   |